# جيك ليندسي
جيك ليندسي (بالإنجليزية: Jake Lindsey) هو فنان قتال مختلط أمريكي، ولد في 21 يونيو 1986 في مانهاتن في الولايات المتحدة.

## وصلات خارجية
- جيك ليندسي على موقع يو إف سي (الإنجليزية)
- جيك ليندسي على موقع بيلاتور (الإنجليزية)
- جيك ليندسي على موقع شيردوغ (الإنجليزية)
- جيك ليندسي على موقع IMDb (الإنجليزية)